# 危行
危行（1464年—？），字世隆，福建邵武府邵武縣人，匠籍，明朝政治人物。

## 生平
弘治十一年（1498年）戊午科福建鄉試第六十四名舉人。弘治十五年（1502年）中式壬戌科會試第一百二十四名，三甲第三十二名進士。

## 家族
曾祖危原宗；祖父危仲達；父危伯實，母官氏。永感下。